# Josef Fransson
Terry Josef Natanael Fransson, född 25 september 1978 i Frösve församling i Skaraborgs län, är en svensk politiker (sverigedemokrat). Han är ordinarie riksdagsledamot sedan 2010, invald för Jämtlands läns valkrets sedan 2022 (dessförinnan invald för Malmö kommuns valkrets (2010–2014), Uppsala läns valkrets (2014–2018) respektive Västra Götalands läns östra valkrets (2018–2022).

## Biografi
Fransson har en högskoleingenjörsexamen från Örebro universitet från 2003. Han är bosatt i Skövde.
Han blev 2009 distriktsordförande för Sverigedemokraternas nybildade partidistrikt Skaraborg och innehade denna befattning till 2011. Sedan 2018 har han återinträtt som Sverigedemokraterna Skaraborgs distriktsordförande och blivit omvald vid två tillfällen fram till 2023.
Fransson sitter även i partistyrelsens valberedning sedan 2018.

### Riksdagsledamot
Fransson är riksdagsledamot sedan valet 2010. I riksdagen är han ledamot i näringsutskottet sedan 2022 (han var även ledamot i utskottet 2014–2018). Fransson var ledamot i miljö- och jordbruksutskottet 2010–2014 och försvarsutskottet 2018–2019. Han är eller har varit suppleant i bland annat arbetsmarknadsutskottet, EU-nämnden, finansutskottet, kulturutskottet, miljö- och jordbruksutskottet, näringsutskottet, skatteutskottet, trafikutskottet och riksbanksfullmäktige.
Han har av bedömare pekats ut som en företrädare för den s.k. "särartslinjen" i Sverigedemokraterna, med vilket menas att slå vakt om partiets unika identitet och att fortsätta att förflytta samhällsdebatten.